# Fiat Ecobasic
La Fiat Ecobasic est un prototype automobile conçu par le constructeur italien Fiat et présentée en décembre 1999 au Bologna Automobile Show et exposé en mars 2000 au Salon de l'Automobile de Genève. Cette étude avait pour but de prouver que l'on pouvait concevoir et réaliser une automobile capable de transporter quatre adultes dans une structure réalisée en  matériaux composites entièrement recyclables et dont les coûts de production et de fonctionnement étaient ultra réduits. 

## Caractéristiques

### Structure

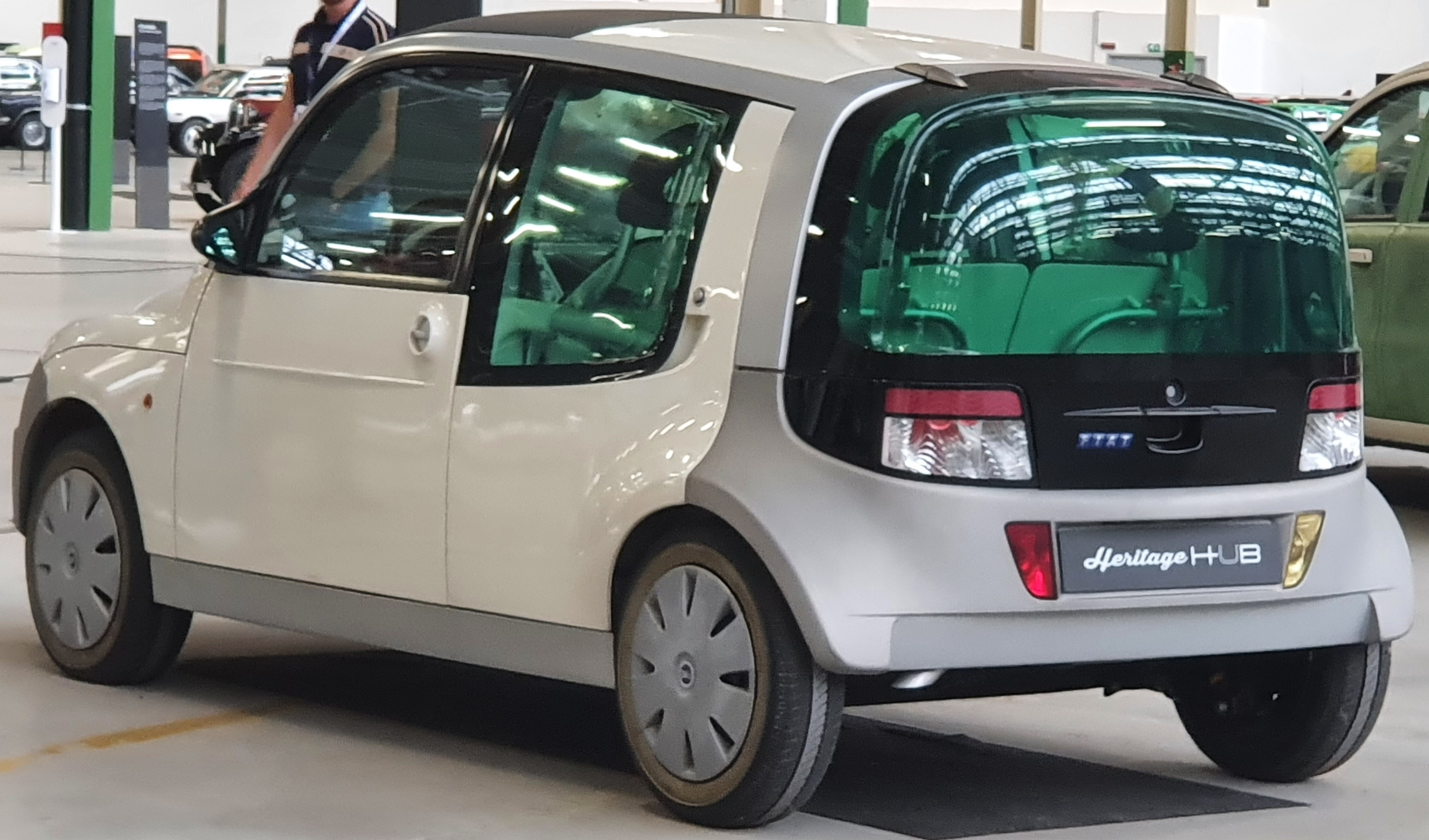
Fiat Ecobasic (coloris alternatif)

La "Fiat Ecobasic" est construite à partir d'une structure très robuste en acier, homologuée selon les normes NCAP, revêtue d'une carrosserie en matériaux à la fois légers et peu onéreux : thermoplastiques, thermodurcissables, polycarbonates et polypropylène, tous recyclables.
Le dessin de la carrosserie de la Fiat Ecobasic a été particulièrement bien étudiée en soufflerie afin de présenter un Cx de seulement 0,28, un exploit dans cette taille de véhicule.

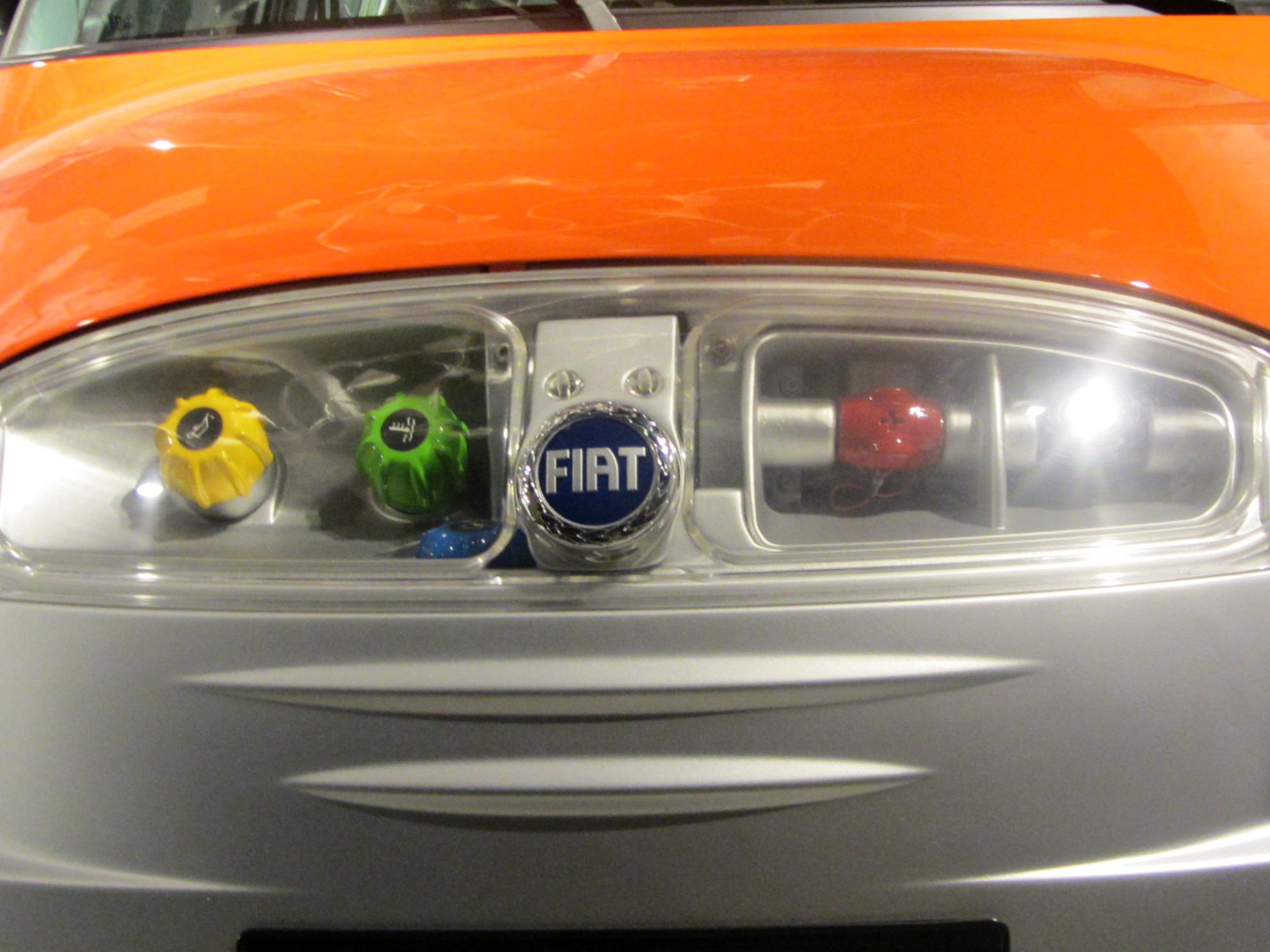
Calandre

Une particularité de l’Ecobasic est son capot boulonné avec une seule une trappe qui s’ouvre pour refaire les pleins des différents liquides, carburant, refroidissement, lave-glace, freins, etc.

### L'habitacle
L'habitacle de l'Ecobasic est traité très simplement mais donne un résultat très fonctionnel et original. La planche de bord, réduite à sa plus simple expression, assure les fonctions essentielles avec un volant, un compteur de vitesse et un levier de vitesses. Elle est constituée d'une structure tubulaire souple, qui intègre de nombreux rangements légers et repositionnables. Les sièges avant comportent une ossature pouvant accueillir une gaine en filet élastique ou, au choix, une coque rigide munie d'un rembourrage léger. Un ensemble d'accessoires peut venir enrichir le volume destiné aux passagers (88 % du total) à tout moment avec des éléments supplémentaires : accoudoirs, supports rembourrés de maintien latéral, etc. 
Les sièges arrière sont rabattables sur les côtés selon le besoin des occupants. 

### La mécanique
Le moteur est le fameux turbo diesel Fiat 1,3 litre, un quatre cylindres 16 soupapes de 1.248 cm3 développant 61 ch équipé de la technologie Common Rail. L'Ecobasic affiche une vitesse de pointe volontairement limitée à 160 km/h et accélère de 0 à 100 km/h en 13 secondes. La boîte de vitesses est entièrement robotisée avec 5 rapports et trois modes de conduite au choix : manuelle, automatique ou économique.
La vraie révolution se trouve au niveau de la consommation avec 2,87 l/100 km.

### Design

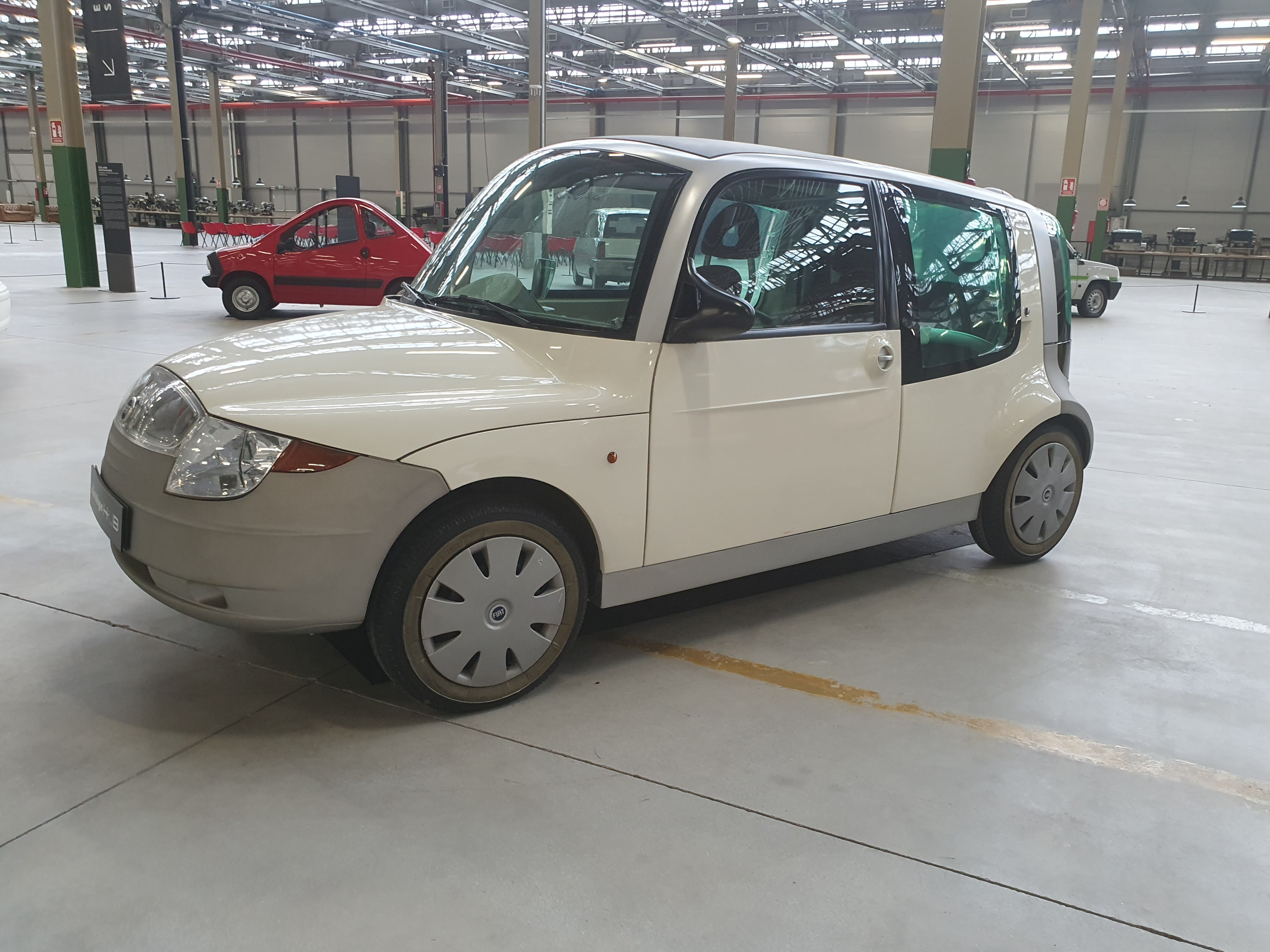
Fiat Ecobasic

Les principaux acteurs du développement de la Fiat Ecobasic sont le directeur du style Fiat Carlo Fugazza, le chef de projet Roberto Giolito, le designer extérieur Turi Cacciatore (avec l'aide de Luciano Speranza), le designer intérieur Guido Blanco (avec Alessandro Silva pour les sièges) ainsi que les modeleurs Ginevra Gatto et Erminia Di Giampietro.
Des prototypes d'une version de série de l'Ecobasic furent développés par le Centro Stile Fiat. Le développement du modèle fut toutefois stoppé en cours de route, le projet étant remplacé par celui de la Fiat Panda II en collaboration avec Bertone.